# Положення пояса Пречистої Діви Марії
Положення пояса Пречистої Діви Марії — покладення пояса Пресвятої Богородиці, яке відзначається 31 серпня. Пояс Пресвятої Богородиці — дорогоцінна християнська реліквія.
Історія присілка Заглини і святого джерела пов’язана з історією села Монастирок. На монастирській горі, за свідченням архівних документів, у XV–XVI ст. був монастир. Люди, переховуючись від навал татар, тікали до лісу, до ченця.  Серед таких була й дівчина Маруся, якій під час молитви з’явилася Матір Божа. Маруся розповіла односельчанам і священику про те, що їй з’явилася Пречиста Діва і повела їх на місце появи. Але не всі повірили. Дитина плакала. Але раптом підвела очі вгору і  побачила свою небесну гостю. Маруся сказали: «Вона тут, я її бачу». За проханням Богоматері дівчинка підійшла до гори і рукою розгорнула землю. Сталося чудо: з-під землі почало бити джерело. З того часу і донині місцеві жителі джерело називають «Марусею».

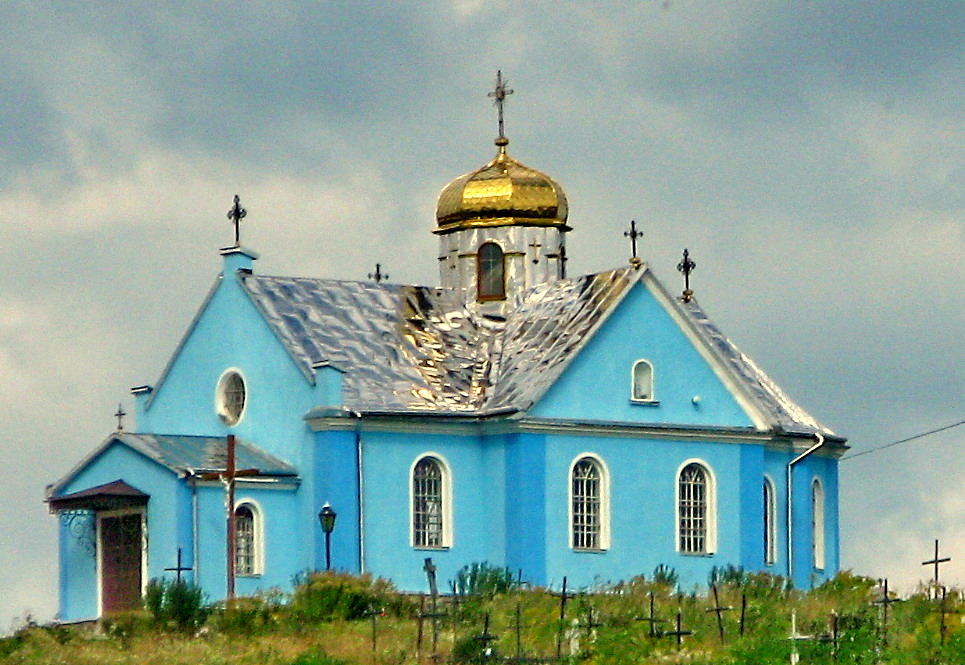
Церква Положення ризи Пресвятої Богородиці 1893 р. село Липники

Перше зцілення завдяки цілющій воді відбулося у 1781 р. — до дівчинки повернувся зір.
Біля джерела парафіяни будували каплиці.У 1871 р. селяни власними пожертвами збудували св. каплицю Положення Пояса Пресвятої Богородиці. Але в другій половині двадцятого століття її неодноразово руйнували, але за одну ніч каплицю відновлювали вірні. У 1989 р. на тому ж місці збудована сучасна каплиця. Тут регулярно відбуваються Богослужіння і прощі (у травні), створено Марійський духовний центр який тепер розвивається під опікою греко-католицьких монахів. У 1872 році єпископ Перемиський Іван Ступницький надав джерелу у Заглиній статус відпустового місця і 31 серпня тут щорічно святкують празник Положення пояса Пречистої Діви Марії.